# Dümpfel
Der Dümpfel ist ein 1354 m ü. NHN hoher Berg, der zusammen mit dem Schreckenkopf einen Doppelgipfel im Mangfallgebirge südlich des Sudelfeldes bildet.

## Topographie
Das Arzmoos trennt das Wendelsteinmassiv im Westen von einem Gebiet mit vielen Erhebungen mittlerer Höhe im Osten. Dort liegt der Dümpfel auf einer Linie in Nordsüdrichtung mit weiteren Bergen vom Großen Mühlberg bis zum Sulzberg. Die Südseite des Schreckenkopfes ist licht bewaldet, während die Nordseite steil abbricht.
Während der Schreckenkopf freie Sichtachsen bietet und häufig besucht wird, wird der Dümpfel selten besucht.

## Galerie

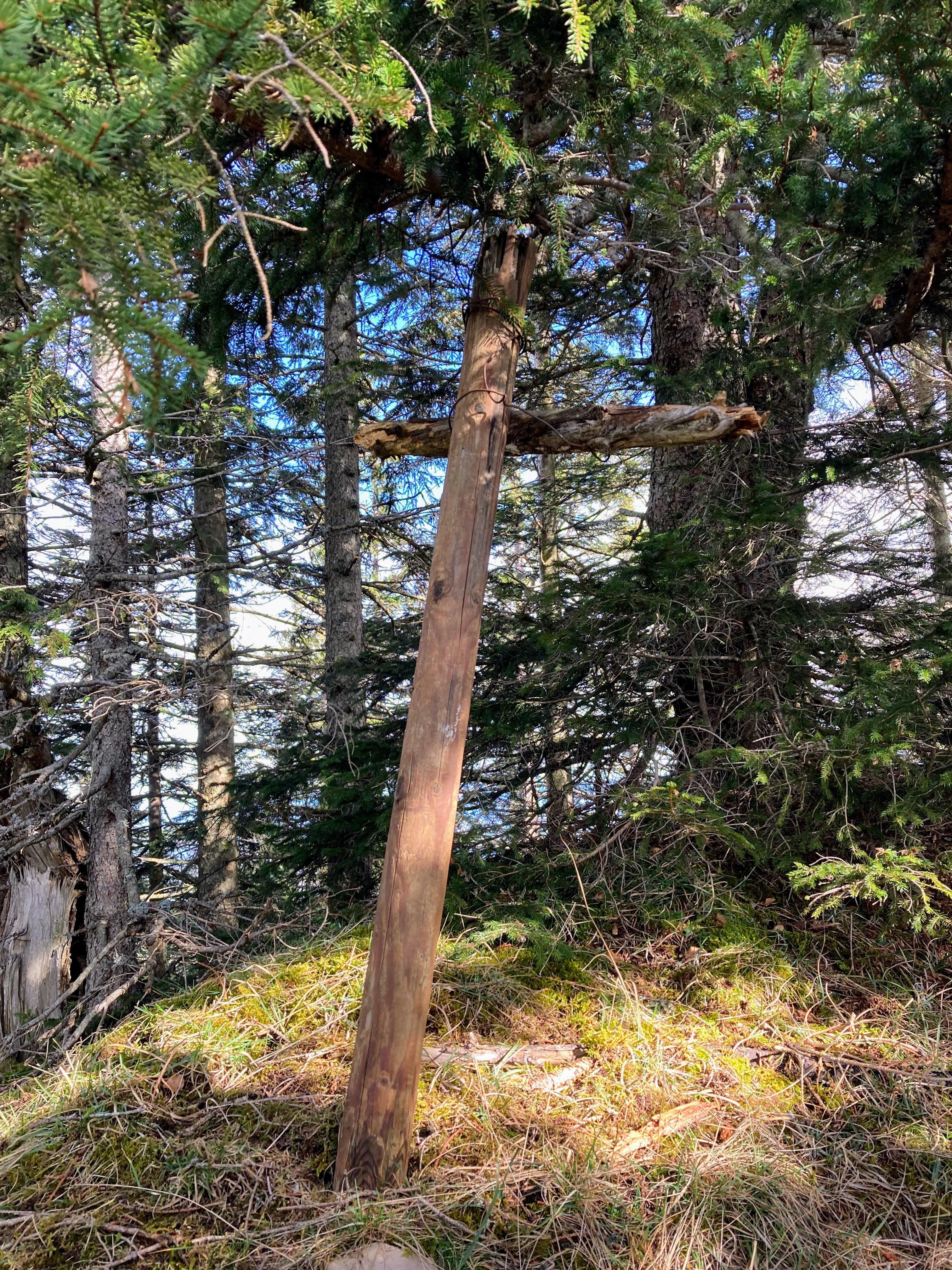
Rudimentäres Gipfelkreuz